# Karianne Krabbendam
Karianne Krabbendam (* 18. Mai 1951 in Den Haag) ist eine niederländische Bildhauerin.

## Leben und Werk
Karianne Krabbendam wuchs in Den Haag auf und studierte dort an der Koninklijke Academie van Beeldende Kunsten von 1972 bis 1974 freie Bildhauerei. Anschließend zog sie nach Amsterdam, wo sie im laufenden Schuljahr an der Rijksakademie van beeldende kunsten aufgenommen wurde, nachdem sie dem Lehrer und Bildhauer Piet Esser eine Mappe mit ihren Zeichnungen und Fotografien gezeigt hatte. 1979 schloss sie ihr Studium  ab. Sie lebt und arbeitet in Leeuwarden in der Provinz Friesland, wo viele ihrer Werke zu finden sind.
Karianne Krabbendam gestaltet Kleinplastiken, monumentale Skulpturen und freie Arbeiten in Stein, Marmor, Holz und Bronze. Sie arbeitet ausschließlich mit Hammer und Meißel, ohne Maschinen einzusetzen. Ihre Bronzeskulpturen sind figurativ gestaltet und zeigen oft historische Personen oder für die Gegend typische Arbeiter, wie die jüdischen Zwillingsschwestern Betje und Roosje Cohen aus Leeuwarden, einen Böttcher und einen Gleiskehrer. In ihren freien Arbeiten in Stein ist die stilisierte weibliche Figur das Hauptthema. Eine große Frauenstatue aus Marmor von ihr wird im Museum Singer Laren gezeigt. 1992 wurde sie Mitglied des Fryske Kultuurried. Unter anderem beteiligte sie sich 2023 an der Ausstellung Abstract im Museum Beeldengalerij Het Depot in Wageningen.

## Werke (Auswahl)

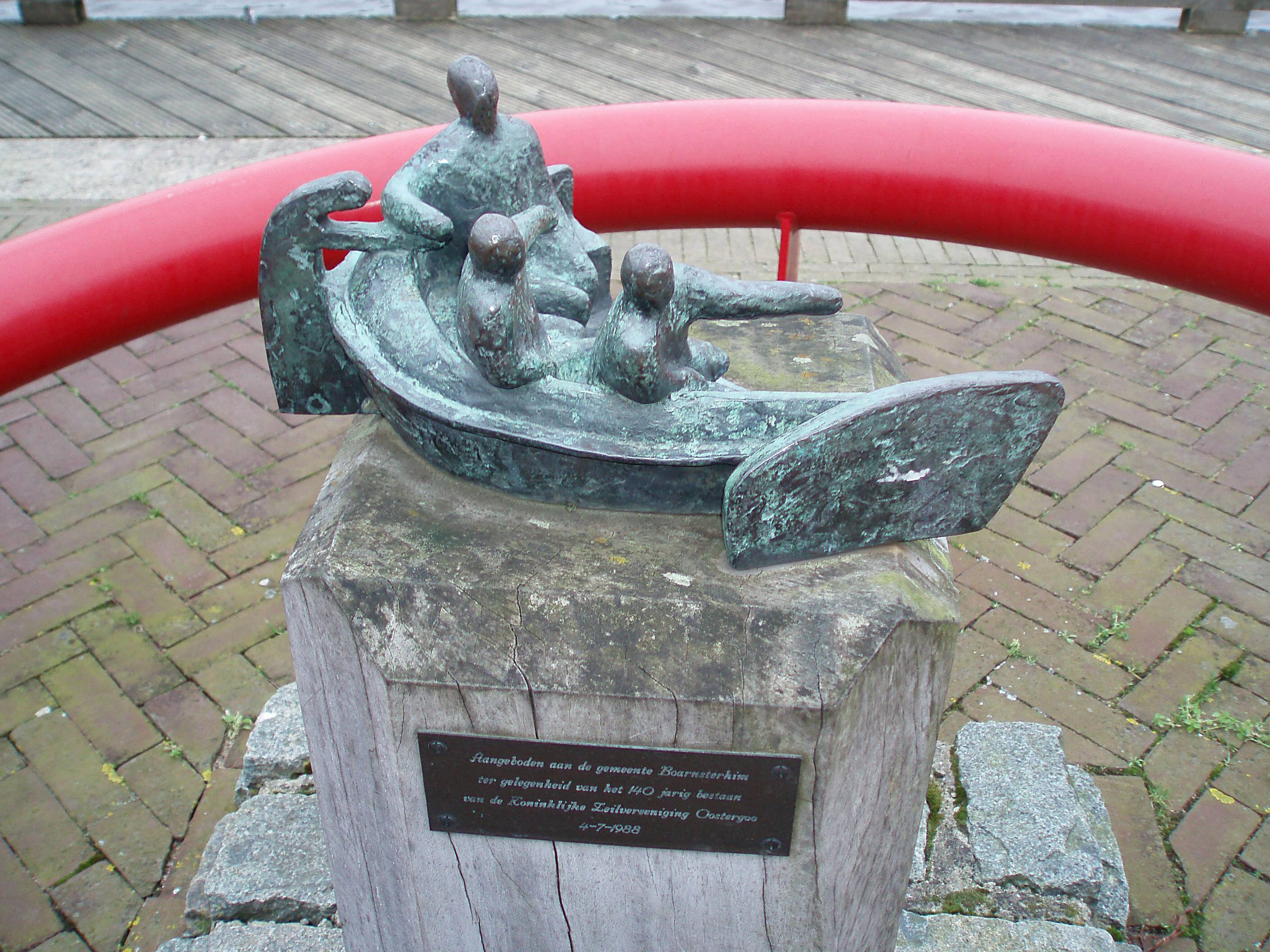
Drie zeilers

- 1983: Moeder met kind. Stein, Prinses Irenestraat 34, Bergum
- 1985: Brêgebidler. Bronze, Van Sminiawei, Oudkerk, Aldtsjerk, Gemeinde Tytsjerksteradiel
- 1986: De leugenbank. Bronze, Suderkade, Grouw
- 1987: In de zon. Stein, Yn'e Lijte 10, Grouw
- 1988: Drie zeilers. Bronze, Grouw
- 1988: Betje en Roosje Cohen. Bronze, Hollanderwijk, Leeuwarden
- 1988: De Appèlmaster. Bronze, Domela Nieuwenhuisweg, Nij Beets, Gemeinde Opsterland
- 1990: Vrouwbeeld. Marmor, Museum Singer Laren, Laren
- 1991: De baanveger. Bronze, Hoofdstraat, Grouw
- 1991: De kuiper. Bronze, Halbertsmaplein, Grouw
- 1992: Dialoog. Bronze, Ceintuurbaan Zuid 21, Roden, Provinz Drenthe
- 1992: Karpu. Stein, Sieversstraat, Heerenveen
- 1996: Westenwind. Bronze, Achterdijkje, Makkum
- 1997: Verwachting. Leeuwarden
- 1998: Pilaarvrouw. Leeuwarden
- 2001: Grouster Skûtsje. Bronze, Grouw

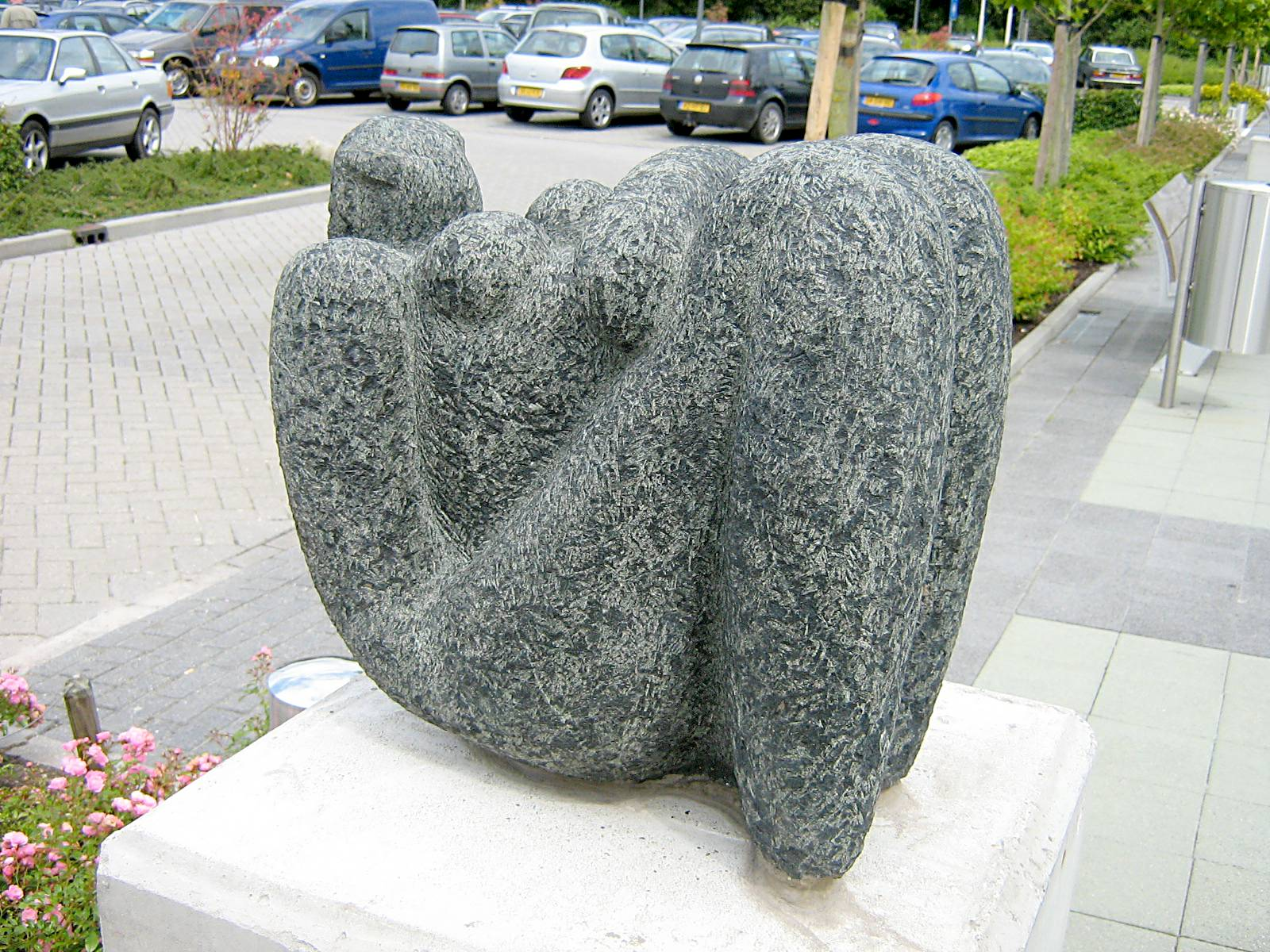
2007: Een liggende en een staande vrouw. Stein, Henri Dunantweg 2, Leeuwarden
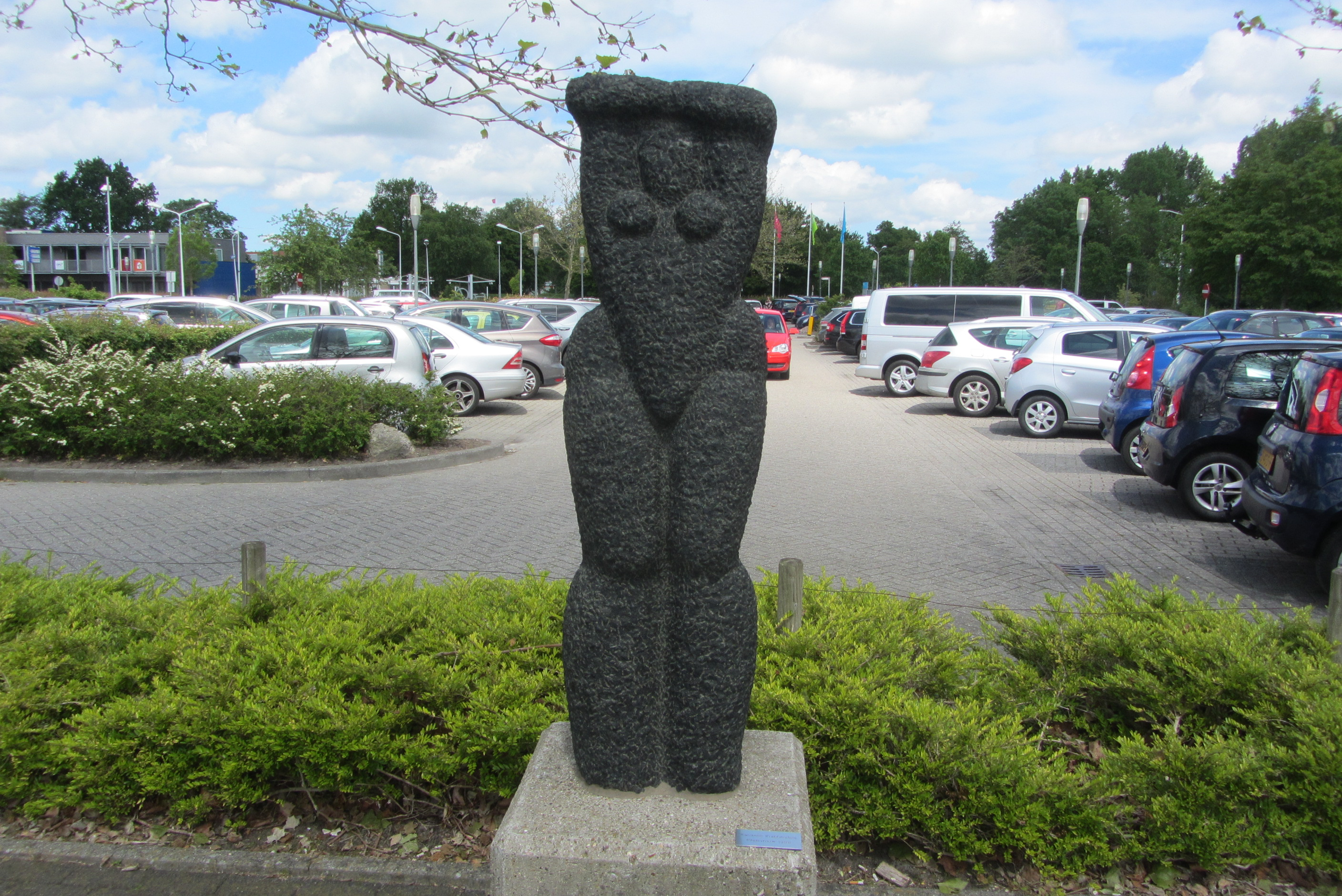
Staande vrouw
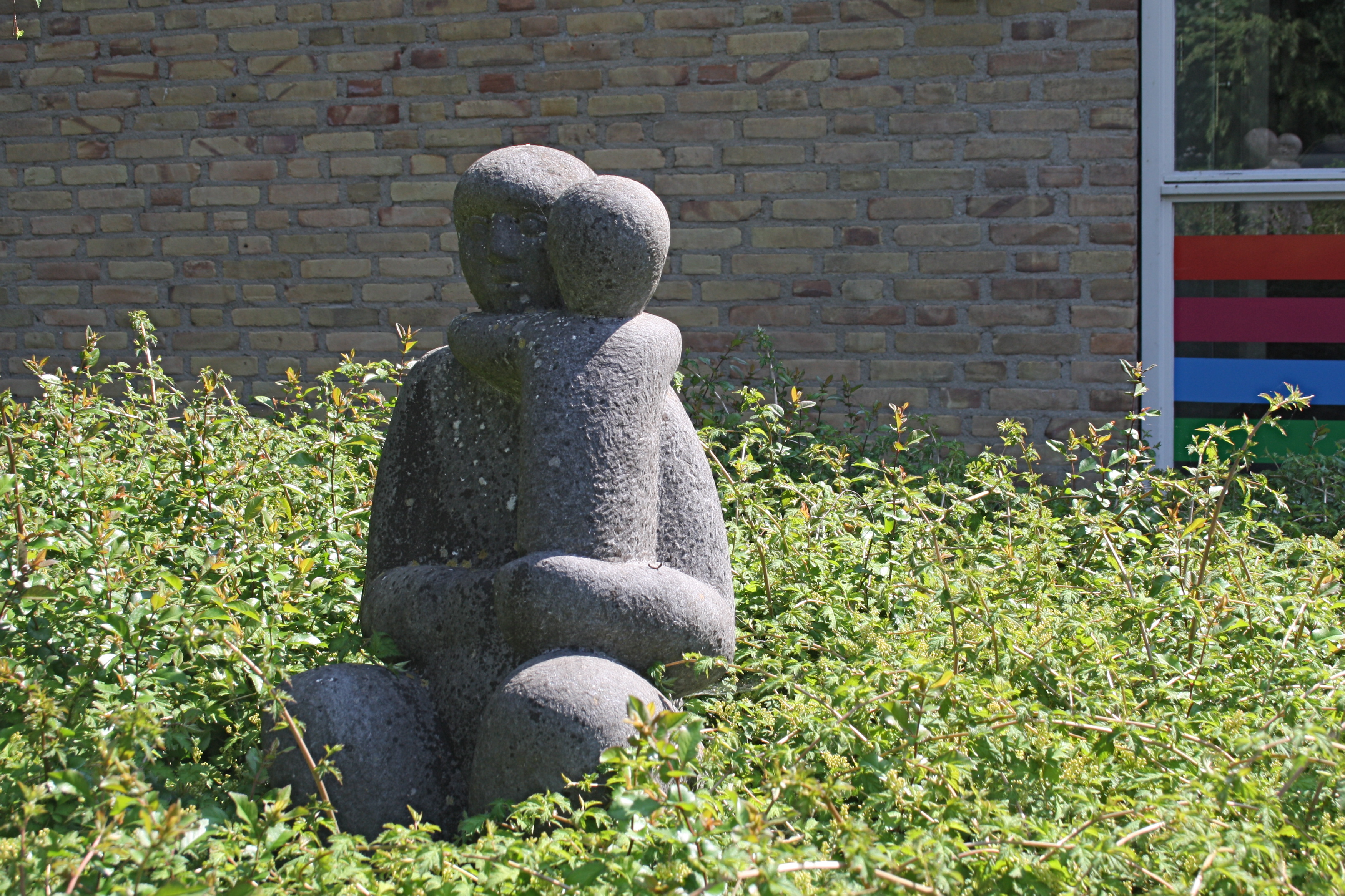
Moeder en kind
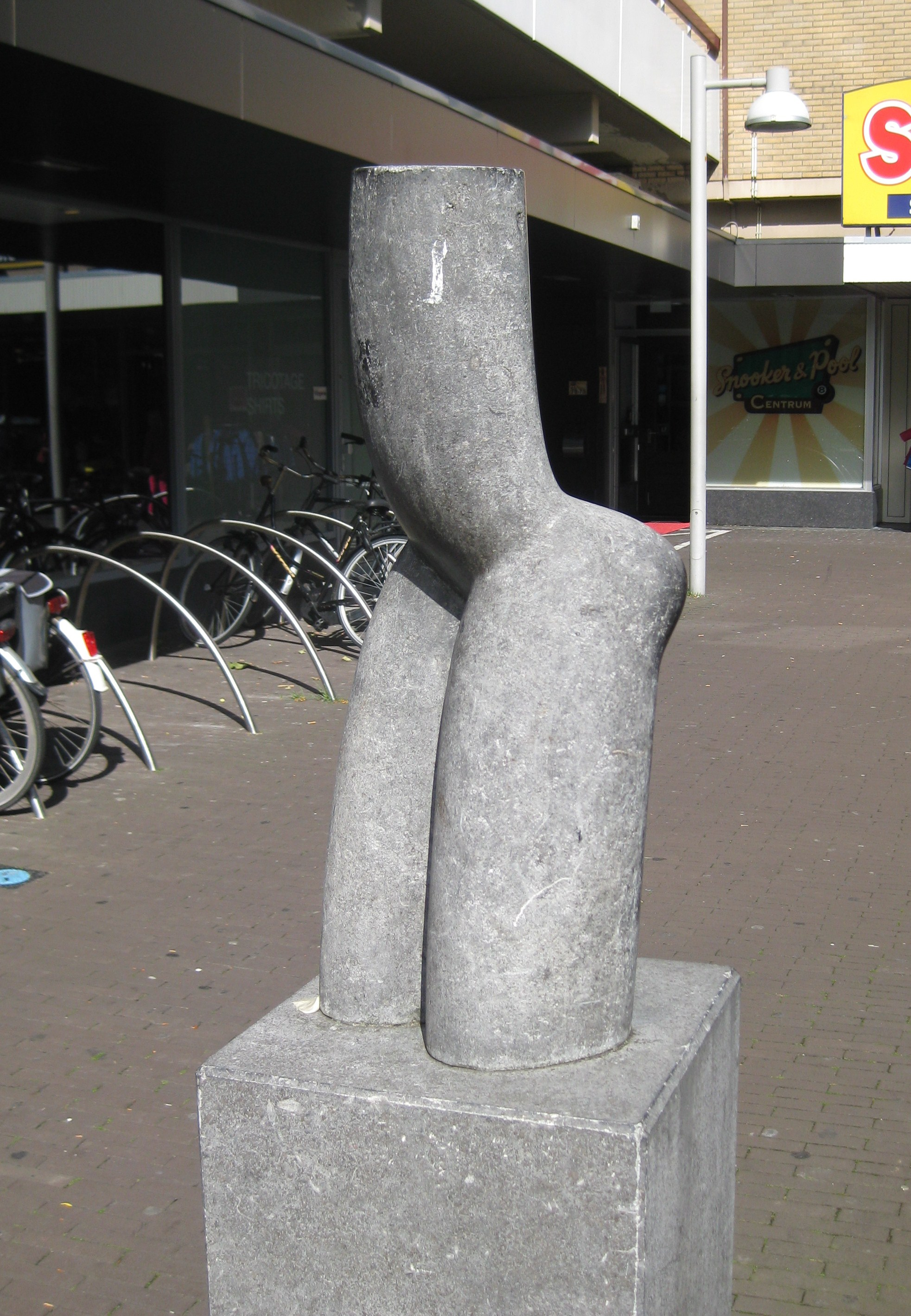
Karpu
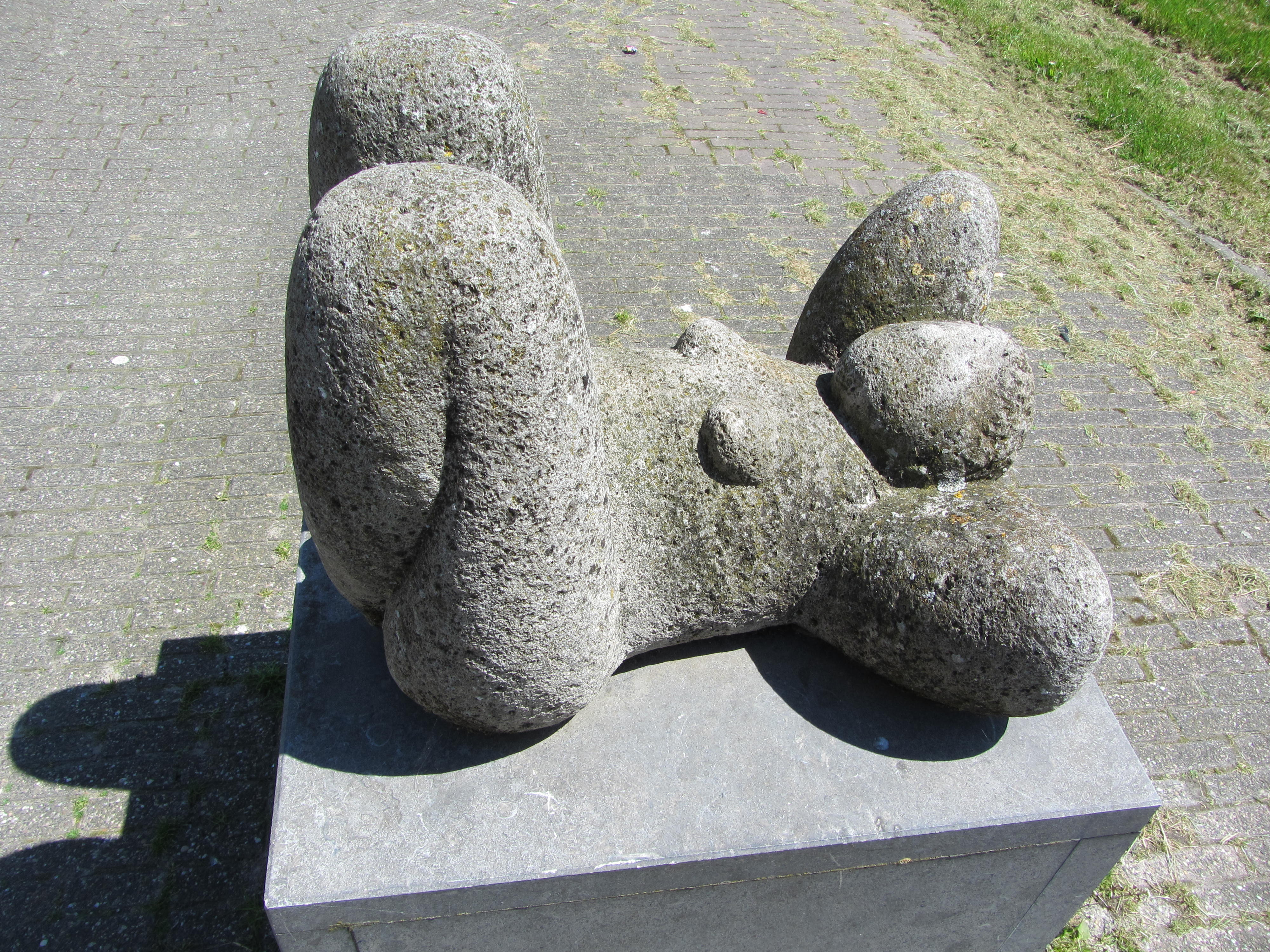
In de zon

- 2009: Shelter. Marmor, Museum Beelden aan Zee[7]
- 2014: Grondslag. Leeuwarden[8]

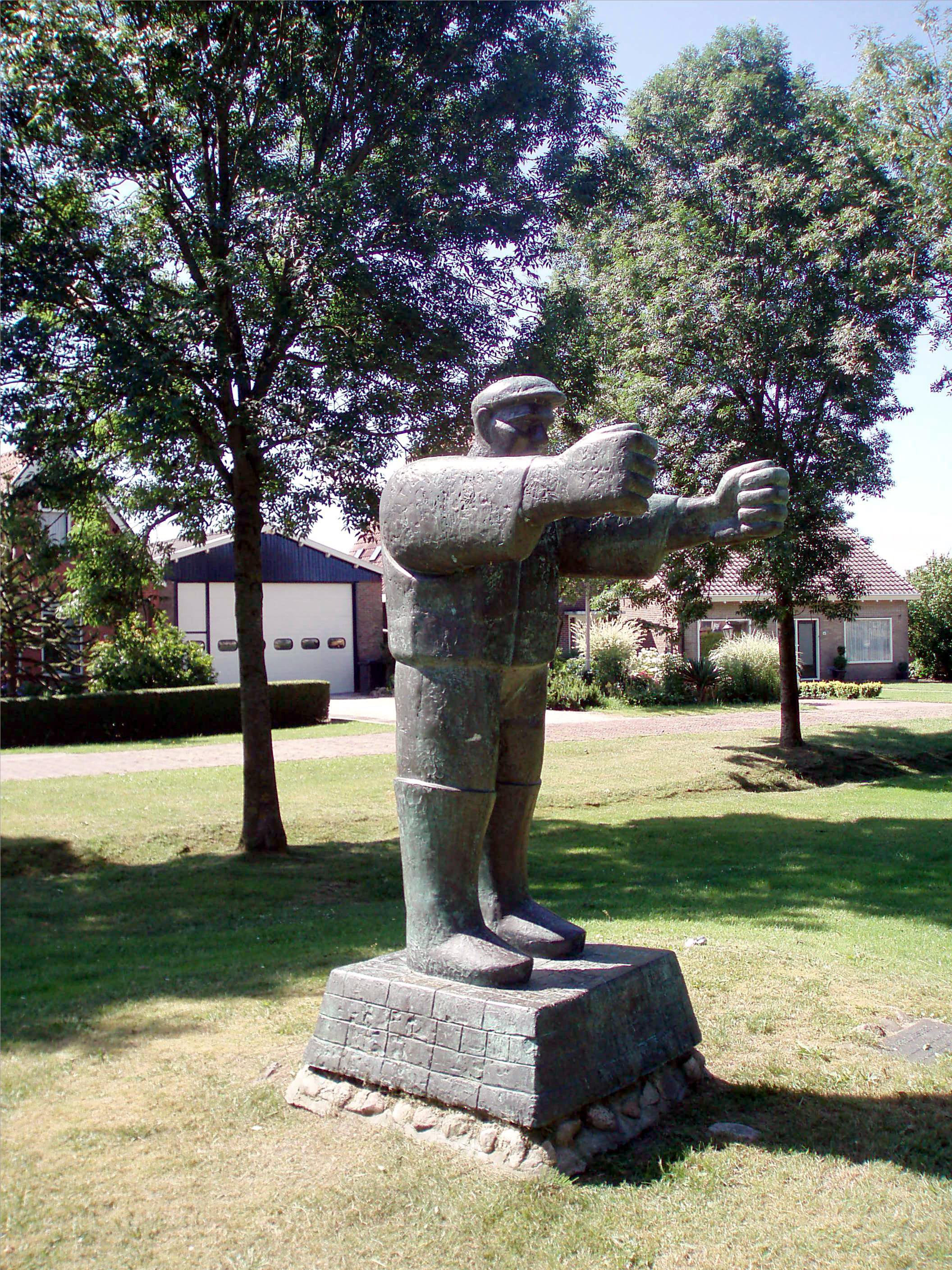
De Appèlmaster
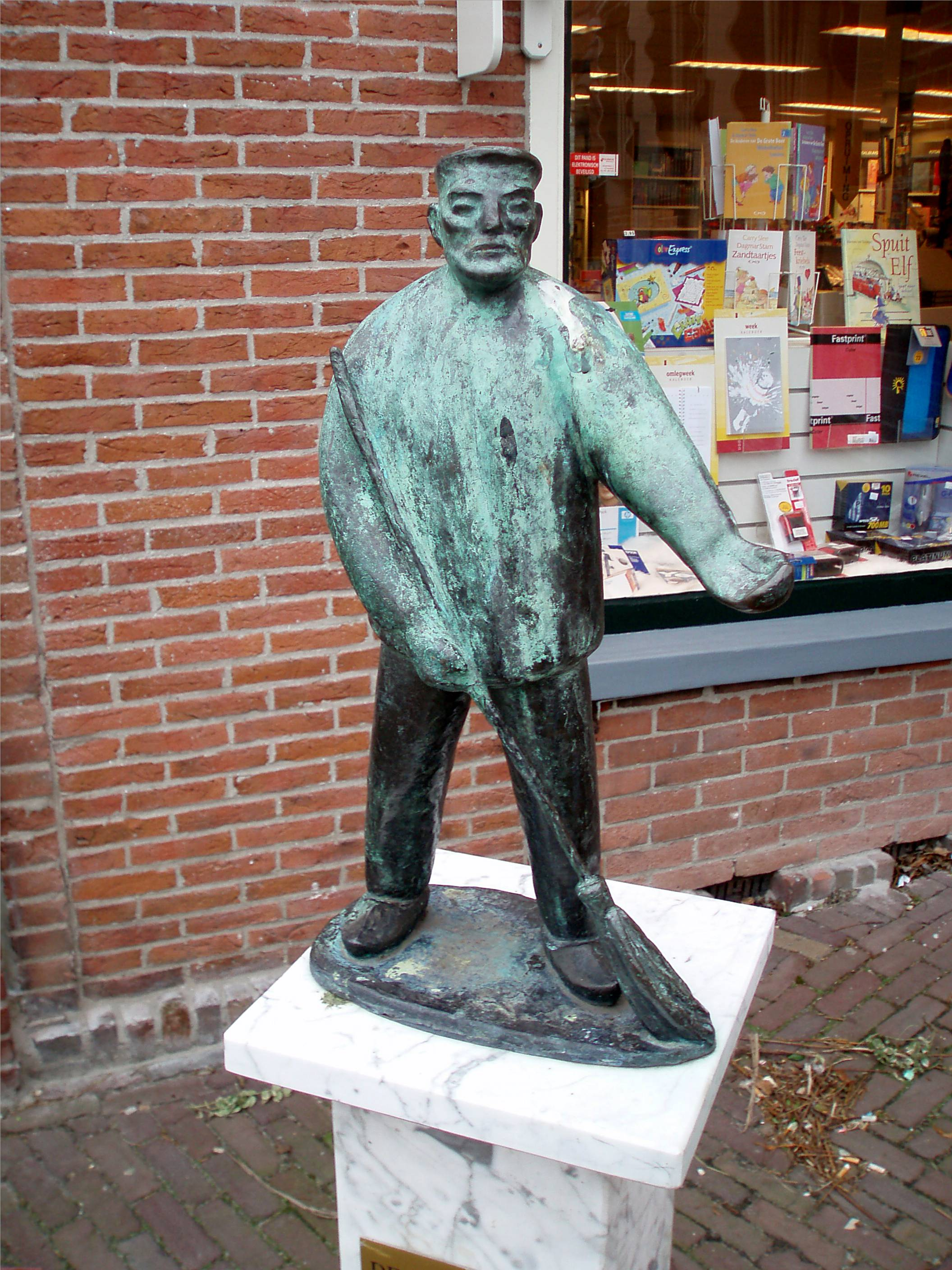
De baanveger
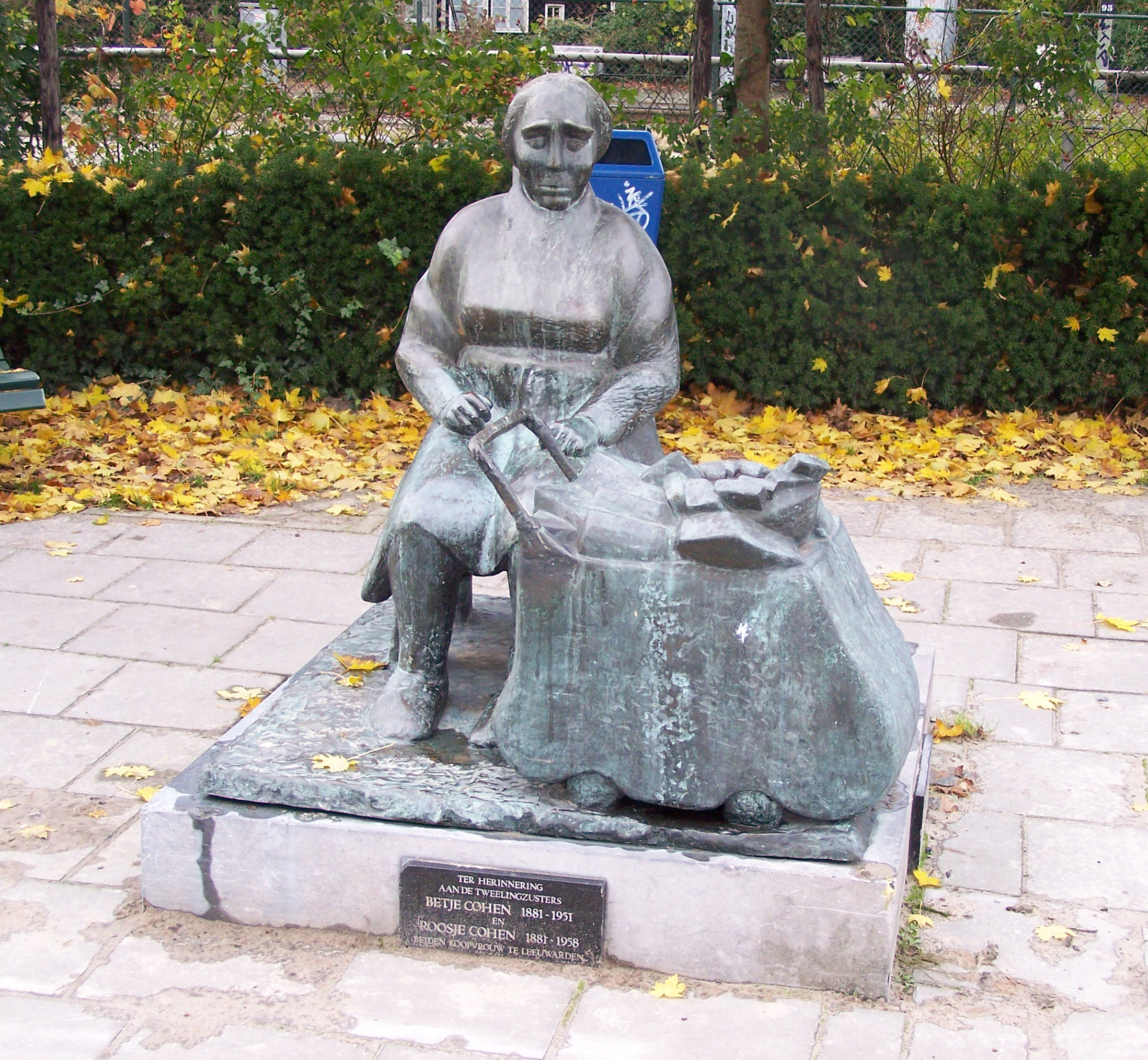
Betje en Roosje Cohen
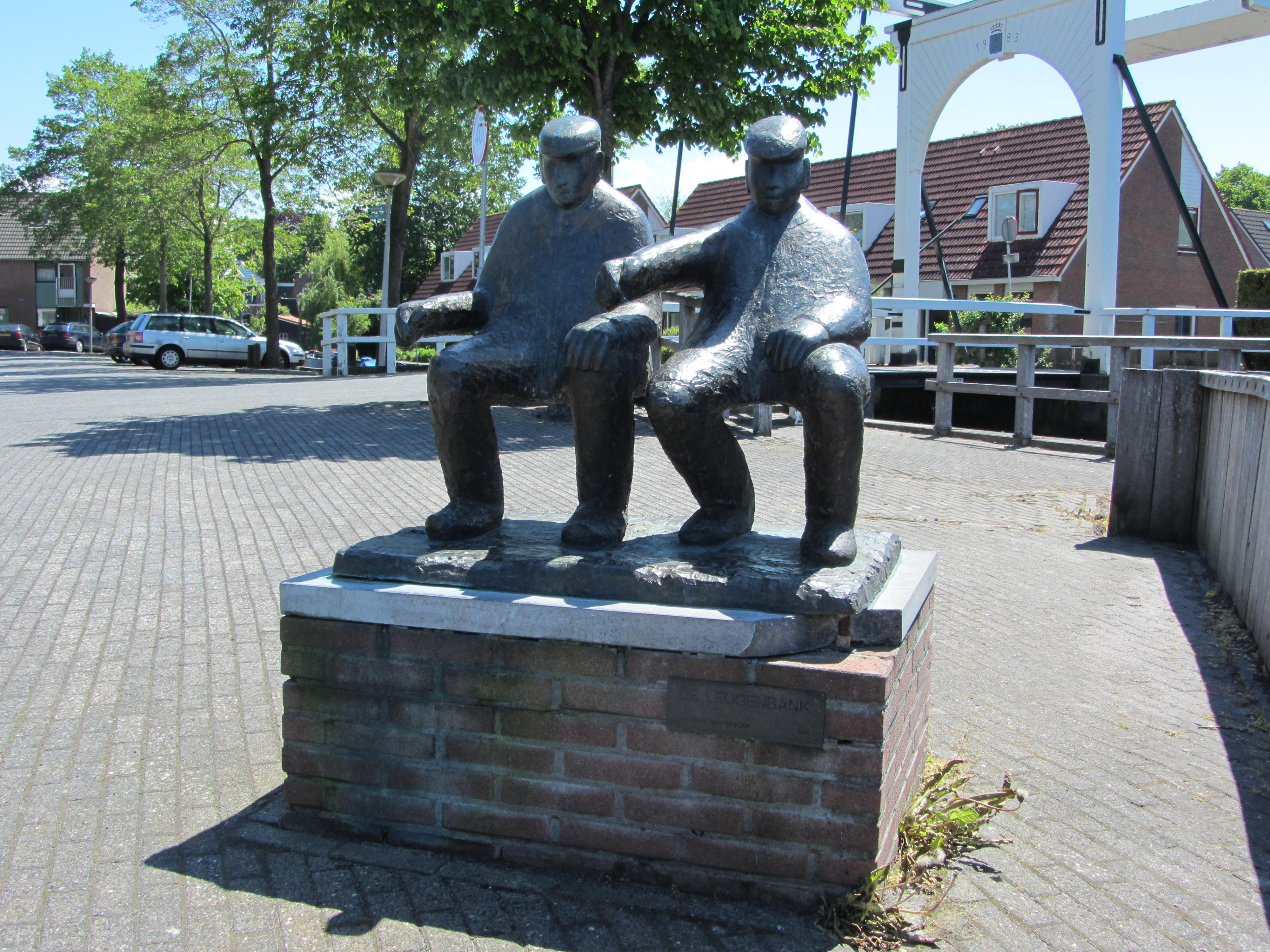
De leugenbank
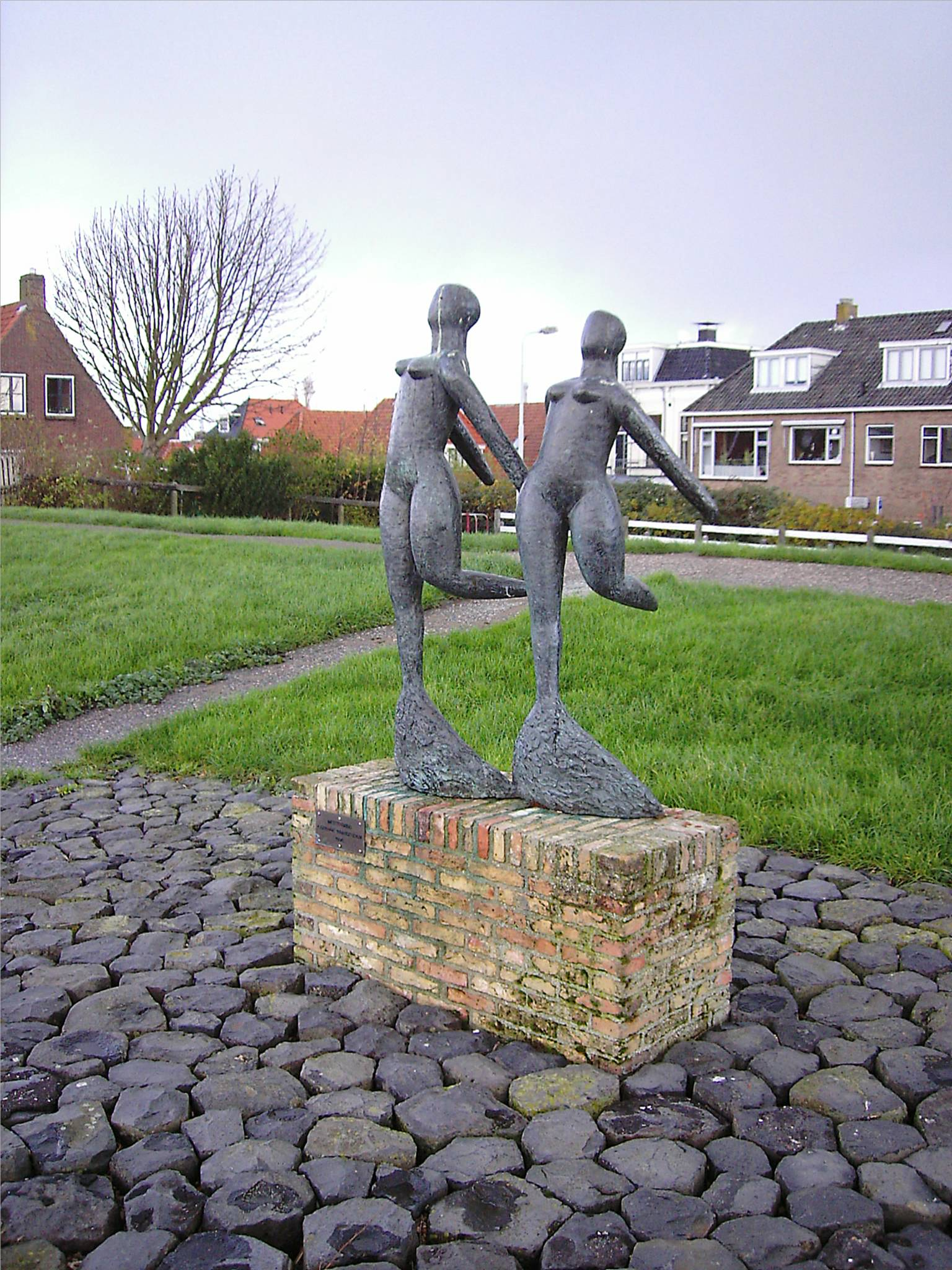
Westenwind
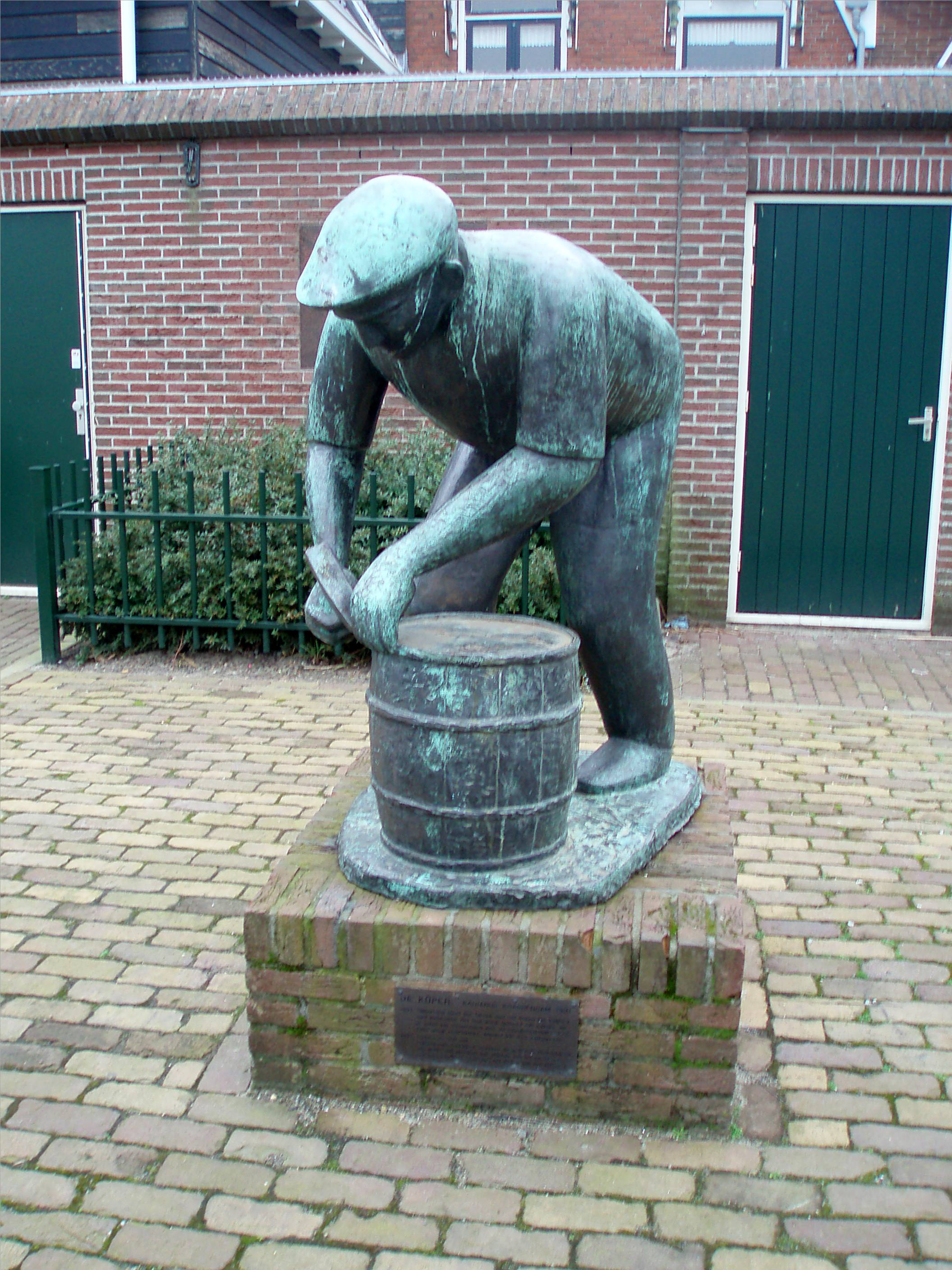
De kuiper
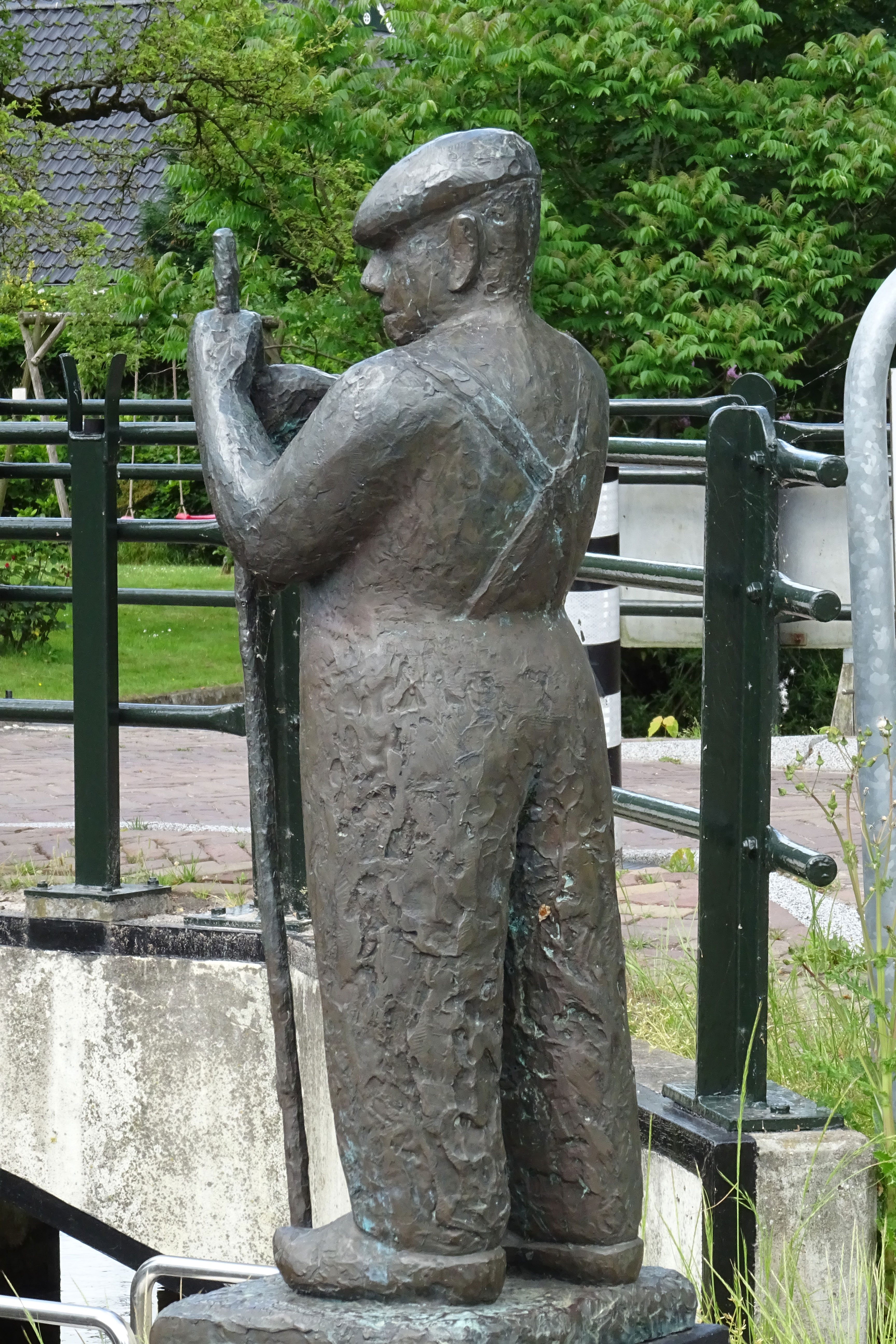
Brêgebidler

- Liggende vrouw
- Staande vrouw
- Moeder en kind
- Karpu
- In de zon